# Случовск
Случовск (Случёвск) — село в Погарском районе Брянской области. Входит в Чаусовское сельское поселение. Расположено на правом берегу реки Судость, в 1 км от границы с Украиной. Население на 1 января 2014 года — 190 человек.

## Географическое положение
Село находится на правом берегу реки Судость. Река в этом месте извилистая, образует старицы и болота.
По северной околице Случовска проходит асфальтированная дорога, ведущая от Сопычей к шоссе Погар—Новгород-Северский.

## История
1859:
Упоминается в книге «Списки населенных мест Черниговской губернии по сведениям 1859 года» (1866), с.180:
«По левую сторону транспортной дороги из зашт. г. Погара в г. Новгород-Северск. № 3385, Случовск (Случевск), с. казач и вл., при р. Судости, 96 дворов, Жителей 306 м. 324 ж., Церковь православная 1»
1783:
"В 1783 г. за младшим, Иваном Ханенком, было записано 1322 крест. обоего пола, в селах и деревнях: Городище, Перегоне, Дешковичах, Чубарове, Курове и Васильевке. У старше-го, Василия Ханенка, было, конечно, не менее; имения его в это время находились в селах: Дареевске, Чаусах, Случевске, Сопычах, Лесконогах, Лукине, Муравьях, Комани, Юхнове, Лотаках, Николаевке, Кургановке, Рубановке, Рудовке, Подищах. При открытии Новгородсеверского наместничества в 1783 г., Иван Николаевич был избран первым погарским предводителем дворянства. Старший, Василий Николаевич, жил в это время, после службы при Петре III, отставным майором и старым холостяком, в с. Чаусах. Наследство его перешло к детям Ивана Николаевича, у которого от брака с Софией Григорьевной Горленко было несколько сыновей.
Источник: Ал. Лазаревский. «Описание старой Малороссии. Том первый. Полк Стародубский», 1888
1752:
«Служба [Ивана] Ханенка награждена была универсалом 13 января 1752 г., по которому Разумовский дал ему села и деревни: Комань, Лесконоги, Юхнов, Городище, Чаусы, Случевск, Дареевск, Сопычи, Муравьи и Подище 174).
174) Обозрение Румянцевской Описи, стр. 802. Кроме этих имений, Николай Ханенко посредством „скупли“ приобрел село Лотаки с разными землями, на которых поселил три слободы: Николаевку, Кургановку и Конончуковку. Лотаки со слободами были утверждены за сыновьями Николая Ханенка в 1761 г. Т. ж., 760.»
Источник: Ал. Лазаревский. «Описание старой Малороссии. Том первый. Полк Стародубский», 1888
1749:
Построена деревянная Михайловская церковь
1729:
«[…] Вслед за смертью Михайла Корсака Апостол поставлен был гетманом и — сын Михайла, видя более настойчивыя притязания Гамалеи, обратился к свекру своей сестры, с просьбой о подтверждении ему отцовских маетностей; по этой просьбе в январе 1729 г. Максиму Корсаку выдан был универсал, которым за ним утверждались, кроме Гремяча и Семионовки, слободка Хотеевка и х. Новоселки „к Семионовце належние“, разные водяные мельницы, хутор около Муравьев „прозываемый Званное“ и „скупля“ в Погаре, Дареевске, Случевске, Курове и Витемле. После выдачи этого универсала Гамалея начал с двоюродным своим братом формальный процесс, по которому „хотя Корсак и был вызван в генер. суд, но ему там чинили всякие поноровки, по родству ответчика с гетманом…“ Процесс затянулся и кончился ничем: Гамалея получил из дедовского наследства один только х. Холопец (см. выше). Максим Корсак остался единственным владельцем этого наследства и — зажил в Гремяче большим „паном“, владея маетностями, заключавшими в себе более пятисот крестьянских дворов.»
Источник: Ал. Лазаревский. «Описание старой Малороссии. Том первый. Полк Стародубский», 1888
1666:
«В 1666 г. погарское мещанство было настолько уже значительно, что могло выпросить себе у царя грамоту „на майдебурское право и волности, против нежинских, черниговских и переяславских мещан“. При этом на „погарское войтовство“ определены были две деревни — Чаусы и Яковлевичи. Кроме того, погарский магистрат в кон. XVII в. мало-помалу подчинил своему ведению и все бывшие свободными погарские села: Куров, Суворов, Чубаров, Гриневку, Лукин, Дареевск, Марковск, Горицы, Сопычи, Случевск, Муравьи, Бобрик, Посудичи, Поперечное, Стечню, Бугаевку и Витемлю. С этих „ратушных сел“, как они назывались обыкновенно, магистрат собирал денежный налог „на артиллерию войсковую, то есть на арматы, на куле, порох и на копе арматские, також на стацию гетману и на служителей полковых, сотенных и ратушных“. — Магистратское самоуправление в Погаре в действительности существовало лишь до начала XVIII в., а затем фактически было уничтожено произволом местных сотников, подчинивших погарских мещан своей „команде“ и „смешавших мещанские дела с сотенными в одной избе меской“.»
Источник: Ал. Лазаревский. «Описание старой Малороссии. Том первый. Полк Стародубский», 1888
1610:
Первое письменное упоминание поселения:
«на свои вотчины сельцо Случевское над речкою Судостью Фоке Васильеву сыну Щеголеву»
Источник: грамота польского короля Сигизмунда III Вазы от 30.3.1610 года
не ранее XV в.:
Образование поселения.
«Общие заключения о времени заселения уезда:
а) До татар заселены были: […] Дареевск, Чаусы, […].
б) Прочие поселения начались, кажется, не раньше XV стол.»
Источник: Историко-статистическое описание Черниговской епархии. Книга седьмая. Стародубский, Мглинский, Новозыбковский, Глуховский и Нежинский уезды. 1873 г., с.110

## Археологические памятники
- Верхнее селище «Случевск» (код памятника: 3200000417). Расположение: «с. Случевск, к северу от „Городка“»[6];
- Нижнее селище «Случевск» (код памятника: 3200000418). Расположение: «с. Случевск, юго-западная окраина»[7];
- Поселение «Случевск-I» (код памятника: 3200000351). Расположение: «Между д. Сапычи и д. Случевск в урочище Ляды»[8]
- Селище «Случевск-II» (код памятника: 3200000353). Расположение: «Между д. Сапычи и д. Случевск, у поворота дороги через пойму к д. Случевск, на сниженном участке правого берега р. Судость»[8]
- Селище «Случевск-III» (код памятника: 3200000879). Расположение: «Правый берег р. Судость у д. Случевск»[9]
- Городище «Городок» (код памятника: 3201010000). Расположение: «Юго-западная окраина с. Случевск, правый берег р. Судость»[10]
- Стоянка/Поселение «Случевск-IV» (код памятника: 3201011000). Расположение: «Вост. окраина д. Случевск, в углу террасы, образованной пр. берегом р. Судость и лев. берегом ручья, у фермы к-за им. Мичурина»[11]

## Предприятия
- ООО «Золотой колос» — выращивание зерновых, овощеводство[12]